# Aristolochia piperifolia
Aristolochia piperifolia là một loài thực vật có hoa trong họ Aristolochiaceae. Loài này được Griff. mô tả khoa học đầu tiên năm 1848.